# Ugyops lifuanus
Ugyops lifuanus är en insektsart som beskrevs av Ronald Gordon Fennah 1969. Ugyops lifuanus ingår i släktet Ugyops och familjen sporrstritar. Inga underarter finns listade i Catalogue of Life.